# Бьёркегрен, Ханс
Ханс Бьёркегрен (швед. Hans Björkegren; 26 января 1933, Висбю — 22 июля 2017, Стокгольм) — шведский поэт, писатель, историк и переводчик, проявлявший большой интерес к Советскому Союзу. В Швеции считается одним из основных переводчиков русской литературы на шведский язык.

## Биография
В 1960—1968 годах работал в городе Москве, вначале корреспондентом газеты «Стокхольм Тиднинг», а затем в качестве главы Агентства новостей стран Северной Европы.
Автор нескольких поэтических сборников, трёх исторических романов. Переводил с русского на шведский произведения Ахматовой, Аксёнова, Бродского, Довлатова, Евтушенко, Окуджавы, Солженицына и многих других. Написал биографию Солженицына. Автор исторического исследования «Скандинавский транзит» о деятельности российских революционеров в Скандинавии.
В 1993 году Ханс Бьёркегрен получил звание почётного профессора Уппсальского университета.

## Награды
- Медаль Пушкина (11 марта 2008 года, Россия) — за большой вклад в распространение и популяризацию русского языка и русской культуры[1].

## Сочинения
- Mistral (1954), сборник стихов
- Under kejsarens solfana (1955), сборник стихов
- Bron vid Ajmunds (1978), (досл. «Аймундский мост», в русском переводе «Русские идут (оккупация Готланда)» — СПб., 1999) — роман, повествующий о периоде оккупации острова русскими войсками адмирала Бодиско.
- Gustaf V:s skål (1980), роман
- Gandonerna i Narva (1981), роман
- Ryska posten — De ryska revolutionärerna i Norden 1906—1907 (1985) (в русском переводе «Скандинавский транзит. Российские революционеры в Скандинавии. 1906—1917» (М., 2007))